# Schliff (Schneide)

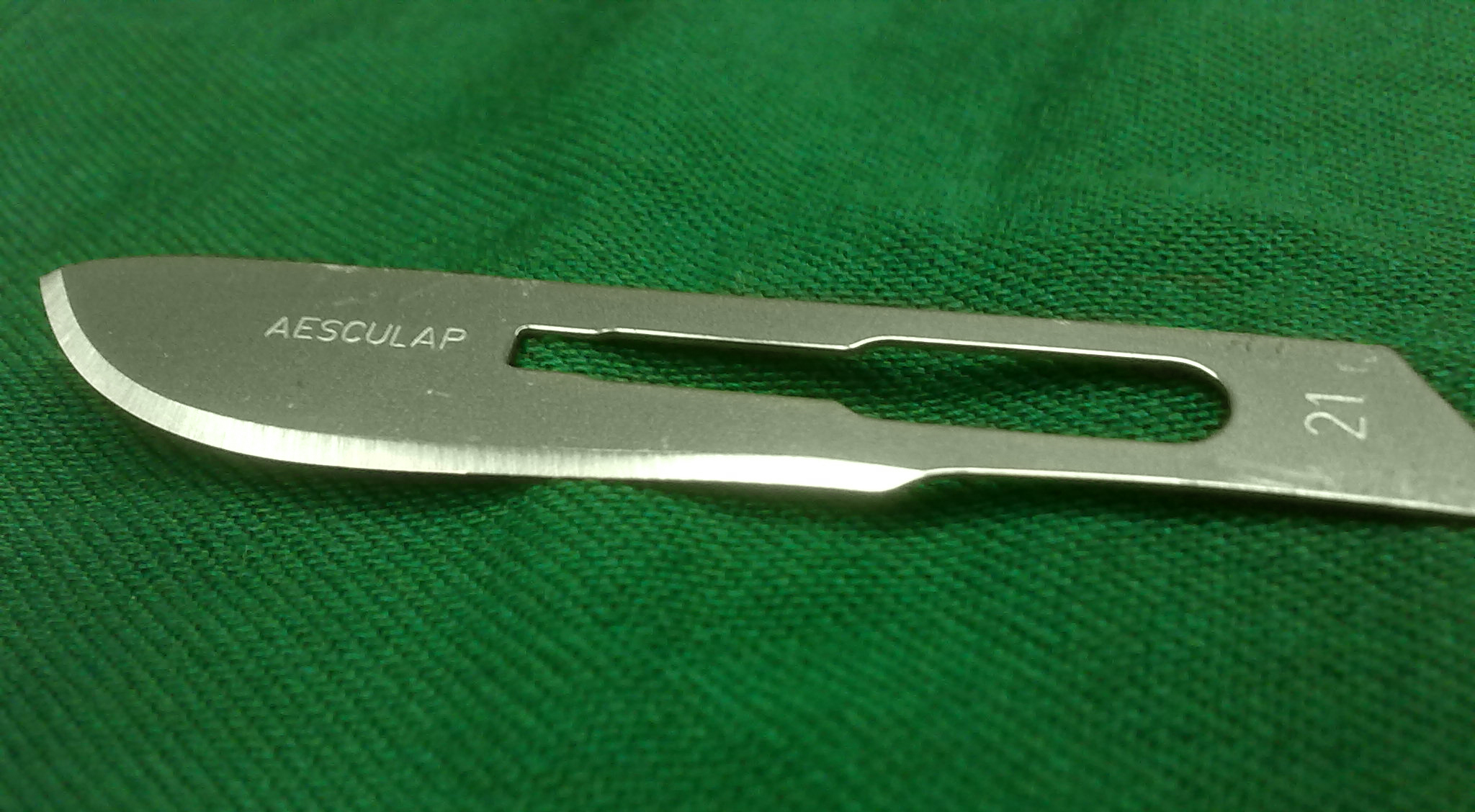
Skalpellklinge mit sichtbarer Fase

Der Schliff ist die durch Schleifen erzeugte Form der Schneide einer Klinge bzw. eines Schneidteils. Der Schliff bestimmt wesentlich die Schneideigenschaften der Schneide.
Die verschiedenen Teile der Klinge werden fachsprachlich nicht einheitlich benannt. So werden für die geschliffene Fläche die Begriffe Schneide, Fase, Facette und Wate oft synonym verwendet.
Eine Schneide umfasst aufeinander zulaufende Flächen, die sich an der Schneidkante treffen. Geschliffene Flächen werden dabei Fasen genannt. Die Schneidkante kann dabei das Zusammentreffen zweier Fasen (beidseitiger Schliff) oder einer Fase mit der Klingenrückseite (einseitiger Schliff) sein. Die Formen der Fasen sind dabei flach bzw. gerade, hohl bzw. konkav oder ballig bzw. konvex. Pro Seite kann es mehrere Fasen mit unterschiedlichen Winkeln geben, so z. B. Primär- und Sekundärfase. Vielfach ist die Sekundärfase sehr schmal und wird daher Mikrofase genannt. Dadurch verliert die Schneide etwas an Schärfe, nutzt sich aber nicht so schnell ab. Es muss nicht viel Material zum Schärfen abgetragen werden, doch es ist schwierig, ohne Werkzeug den korrekten Winkel der Mikrofase nachzuschärfen.
Die meisten Schneidteile von Zerspanungswerkzeugen sind asymmetrisch, z. b. das Hobeleisen. Das Schneidteil wird in der Regel schräg zum Werkstück geführt. Auch manche Messer haben asymmetrische Schneiden. Die Seiten der Schneide bieten dem Schneidgut dabei unterschiedlichen Widerstand. Gegenüber symmetrischen Messern ist es schwieriger, einen geraden Schnitt zu machen, da das Messer zu einer Seite zieht.

## Messer und Werkzeuge
- Symmetrisch

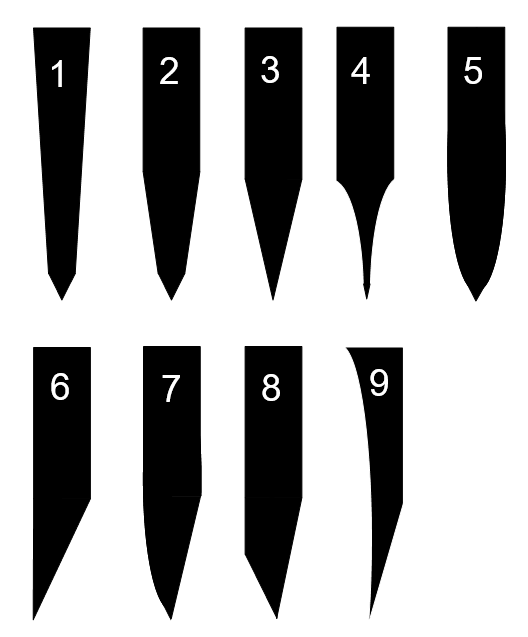
Querschnittsflächen der Klingen mit verschiedenen Schliffen

1. Beidseitiger voller Flachschliff, auch Keilschliff bzw. konischer Schliff genannt,[12] mit Sekundärfase: Der Schliff beginnt am Rücken der Klinge oder kurz unterhalb davon und führt in einem flachen Winkel bis zur Sekundärfase. Vielfach verwendet bei Küchen- oder Jagdmessern.[13]
2. Beidseitiger hoher Flachschliff mit Sekundärfase, auch Säbelschliff genannt: Ähnlich wie der volle Flachschliff, im Unterschied setzt der hohe Flachschliff etwa im ersten Drittel der Klingenbreite ein.[13] Dadurch ist das Material am Klingenrücken breiter, was die Klinge schwerer und verwindungssteifer macht.[11]
3. Skandinavischer Schliff: Wie beidseitiger voller und hoher Flachschliff, setzt aber noch tiefer an, etwa im letzten Drittel der Klinge.[13] Außerdem hat der skandinavische Schliff keine Sekundärfase. Er kann deshalb leicht geschärft werden, da die große Primärfase, flach auf einen Schleifstein aufgelegt, eine hohe und einfach beizubehaltende Winkeltreue bietet.[11]
4. Hohlschliff: Der Hohlschliff hat eine sehr schmale Schneide. Vorteil ist die extrem scharfe Schneide, welche sich auch relativ einfach nachschärfen lässt. Nachteil ist eine geringe Stabilität der Klinge; diesem wirkt oft ein breiter Klingenrücken entgegen. Der Schliff ist nur für Klingen zum Schneiden geeignet, da beim Hacken oder Hebeln die dünne Schneide zerstört werden kann.[12]
5. Ballenschliff: Der Ballenschliff ist sehr widerstandsfähig und wird deshalb für Äxte, Beile und Haumesser verwendet.[12]

- Asymmetrisch

1. Einseitiger Flachschliff bzw. Meißelschliff: Nur auf einer Seite geschliffen, dadurch wird eine hohe Schärfe erreicht.[14]
2. Eine Seite konvex, andere Seite flachschliff: Kombiniert die Haltbarkeit des konvexen Schliffs mit der Einfachheit des Nachschärfens des Flachschliffs.[8]
3. Asymmetrischer Flachschliff: Beständiger als Meißelschliff, jedoch nicht so scharf.[8]
4. Eine Seite konkav (Hohlschliff), andere Seite Flachschliff: Verwendet bei japanischen Küchenmessern.[8]

## Trennzangen

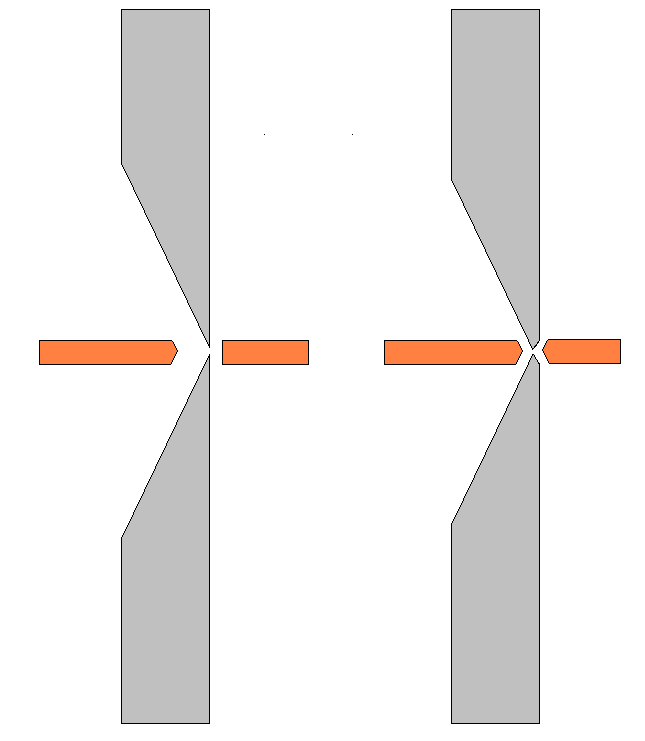
Schneide ohne und mit Wate

Bei Trennzangen wie Seitenschneidern erhöht ein beidseitiger Schliff, in der Regel ein asymmetrischer Flachschliff mit einer Mikrofase, die Haltbarkeit und damit die Lebensdauer der Schneide.
Watenfreie Seitenschneider können nur für relativ dünne und weiche Objekte verwendet werden, erzeugen dafür aber auf der watenfreien Seite einen geraden Schnitt. Sie sind vor allem in Bereichen beliebt, in denen ein Schnitt ohne Krafteinwirkung auf das Schneidobjekt gewünscht ist, z. B.:
- für das Abschneiden von Bauteilanschlüssen in Lötverbindungen. So wird verhindert, dass die weiche Lötverbindung beschädigt und zur kalten Lötstelle wird.
- für Hautzangen. So wird vermieden, dass Haut an der Schnittkante verdrängt wird.